# Difficult People
Difficult People è una serie televisiva statunitense creata da Julie Klausner.
La serie è stata presentata in anteprima su Hulu il 5 agosto 2015, mentre la seconda stagione è stata presentata per la prima volta il 12 luglio 2016.
Il 17 ottobre 2016, Hulu ha rinnovato la serie per una terza stagione di 10 episodi, andata in onda dall'8 agosto 2017. Il 14 novembre 2017, Hulu ha cancellato la serie dopo tre stagioni.
In Italia la Serie TV fa il suo esordio con l'arrivo di Peacock su Sky il 15 Febbraio 2022.

## Trama
La vita è davvero dura per Julie e Billy, due trentenni aspiranti fumettisti che vivono e lavorano a New York. Mentre i loro amici e conoscenti passano a trovare il successo e l'amore, i due continuano a lottare con carriere e relazioni, diventando sempre più amare di giorno in giorno.

## Episodi
| Stagioni         | Episodi | Prima TV USA | Prima TV Italia |
| ---------------- | ------- | ------------ | --------------- |
| Prima stagione   | 8       | 2015         | 2022            |
| Seconda stagione | 10      | 2016         | 2022            |
| Terza stagione   | 10      | 2017         | 2022            |

## Personaggi e interpreti

### Personaggi principali
- Julie Kessler, interpretata da Julie Klausner.
- Billy Epstein, interpretato da Billy Eichner.
- Arthur Tack, interpretato da James Urbaniak.
- Marilyn Kessler, interpretata da Andrea Martin.
- Matthew, interpretato da Cole Escola.
- Lola, interpretata da Shakina Nayfack.

### Personaggi ricorrenti
- Nate, interpretato da Derrick Baskin.
- Denise, interpretata da Gabourey Sidibe.
- Gaby, interpretata da Tracee Chimo.
- Garry Epstein, interpretato da Fred Armisen.
- Rachel Epstein, interpretata da Jackie Hoffman.
- Todd, interpretato da John Cho.
- Veronica Ford, interpretata da Lucy Liu.

## Produzione
Nel maggio 2014 è stato annunciato che Billy Eichner e Julie Klausner sarebbero stati protagonisti di un episodio pilota per USA Network, con Klausner che ha scritto la sceneggiatura e la regia di Andrew Fleming. Amy Poehler sarebbe stata la produttrice esecutiva di Universal Cable Productions, con Dave Becky anche produttore esecutivo con il suo 3 Arts banner, e Michele Armor di Marobru anche lui produttore esecutivo. Nello stesso mese è stato annunciato che Rachel Dratch, Andrea Martin, James Urbaniak e Tracee Chimo erano stati tutti chiamati per la serie, con Martin che ritraeva la madre di Klausner. Nel novembre 2014, Hulu aveva acquisito la serie, con un ordine da serie a serie. Nel marzo 2015, Gabourey Sidibe e Cole Escola sono stati ingaggiati in ruoli ricorrenti.
Nel marzo 2017, John Cho si è unito al cast della serie.

## Accoglienza
Difficult People ha ricevuto recensioni generalmente positive da parte della critica. Sull'aggregatore di recensioni Rotten Tomatoes ha un indice di gradimento dell'85% con un voto medio di 8 su 10, basato su 20 recensioni. Il commento del sito recita "Difficult People rende l'improbabile simpatico con personaggi meschini e infelici che ancora non possono fare a meno di divertire". Su Metacritic, invece, ha un punteggio si 76 su 100, basato su 12 recensioni.
| Stagione | Accoglienza          | Accoglienza                              | Accoglienza        |
| Stagione | Rotten Tomatoes      | Rotten Tomatoes - Punteggio del pubblico | Metacritic         |
| -------- | -------------------- | ---------------------------------------- | ------------------ |
| 1        | 85% (20 recensioni)  | 78% (340 recensioni)                     | 76 (12 recensioni) |
| 2        | 100% (12 recensioni) | 80% (207 recensioni)                     | 83 (8 recensioni)  |
| 3        | -                    | 92% (15 recensioni)                      | 87 (4 recensioni)  |